# 崔臣
崔臣（1952年—），辽宁复县人，汉族，中华人民共和国政治人物、第十一届全国人民代表大会内蒙古地区代表。
毕业于中央党校函授经济管理专业。加入中共，担任包钢集团董事长、党委书记兼内蒙古稀土公司党委书记。2008年起担任全国人大代表。
2018年7月17日，内蒙古纪委宣布，崔臣涉嫌严重违纪违法，接受纪律审查和监察调查。同年10月17日被开除党籍并取消其退休待遇。2019年9月16日，内蒙古自治区呼和浩特市中级人民法院一审判决崔臣犯受贿罪、巨额财产来源不明罪，对其判处有期徒刑18年，并处罚金人民币200万元。